# Yoshio Kikugawa
Yoshio Kikugawa (菊川凱夫?, Kikugawa Yoshio; Fujieda, 12 settembre 1944 – 2 dicembre 2022) è stato un calciatore e allenatore di calcio giapponese, di ruolo difensore.

## Carriera

### Calciatore
Formatosi nel circolo calcistico dell'università Meiji, dopo la laurea fu assunto alla divisione motori Mitsubishi dove ricoprì il ruolo di difensore nella squadra calcistica aziendale. Tra il 1968 e il 1974 partecipò a 94 gare della Japan Soccer League vincendo due titoli nazionali e due edizioni della Coppa dell'Imperatore e venendo incluso, nel 1969, nel miglior undici della Japan Soccer League. Conta sedici convocazioni in gare della nazionale maggiore, tra il 1969 e il 1971.

### Allenatore
Ritiratosi dal calcio giocato nel 1982, dopo otto stagioni di militanza allo Shida Soccer, assunse la guida tecnica dell'allora neocostituito Chūō Bōhan portandolo fino all'iscrizione in Japan Soccer League, nella stagione 1991-1992. Dopo aver lasciato la panchina della squadra in occasione della trasformazione in club professionistico, ne riassunse la guida nel corso della stagione 1999.

## Statistiche

### Presenze e reti nei club
| Stagione | Squadra                            | Campionato | Campionato | Campionato |
| Stagione | Squadra                            | Comp       | Pres       | Reti       |
| -------- | ---------------------------------- | ---------- | ---------- | ---------- |
| 1968     | Mitsubishi Heavy Ind.              | JSL        | 12         | 2          |
| 1969     | Mitsubishi Heavy Ind.              | JSL        | 14         | 0          |
| 1970     | Mitsubishi Heavy Ind.              | JSL        | 13         | 0          |
| 1971     | Mitsubishi Heavy Ind.              | JSL        | 13         | 0          |
| 1972     | Mitsubishi Heavy Ind.              | JSL1       | 14         | 0          |
| 1973     | Mitsubishi Heavy Ind.              | JSL1       | 18         | 0          |
| 1974     | Mitsubishi Heavy Ind.              | JSL1       | 10         | 0          |
|          | Totale Mitsubishi Heavy Industries |            | 94         | 2          |

## Palmarès

### Club
- Japan Soccer League: 2

1969, 1973
- Coppa dell'Imperatore: 2

1971, 1973

### Individuale
- Incluso nella Best XI del campionato: 1 volta[2]